# Ван Зандт, Стивен
Стивен Ван Зандт (англ. Steven Van Zandt; 22 ноября 1950, Уинтроп, Массачусетс) — итало-американский актёр, музыкант и продюсер. Наиболее известен ролью Сильвио Данте в сериале «Клан Сопрано» и главной ролью в сериале «Лиллехаммер», а также участием в качестве гитариста в группе E Street Band, аккомпанирующей Брюсу Спрингстину.

## Биография
Он имеет итальянское происхождение (его дед был из Калабрии, а родители его бабушки были неаполитанцами). Музыкальная карьера Ван Зандта началась в 1970 году. Он участвовал в турах и записях самых различных музыкальных групп. С середины 1980-х развивает сольное творчество.
В 1985 году Ван Зандт посетил ЮАР и решил, что созданный отельным магнатом Солом Керцнером курорт «Сан-Сити» является олицетворением апартеида, поскольку курорт с казино находится на территории бантустана. Несмотря на привлечение таких артистов, как Брюс Спрингстин, U2, Боб Дилан, Пит Таунсенд, Джоуи Рамон, Том Петти и Afrika Bambaataa, сингл Sun City не получил успеха с точки зрения продаж. После выхода из тюрьмы Нельсон Мандела похвалил Керцнера и сказал, что на курорте было создано множество рабочих мест, что было важнее всего.
Также является автором известной песни «All Alone on Christmas», звучащей в фильмах «Один дома 2» и «Реальная любовь».

## Дискография
- 1982 — Men Without Women US #118
- 1984 — Voice of America US # 55
- 1985 — Sun City
- 1987 — Freedom — No Compromise US #80
- 1989 — Revolution
- 1999 — Born Again Savage
- 1999 — Greatest Hits

## Фильмография
| Год       |    | Русское название                | Оригинальное название         | Роль          |
| --------- | -- | ------------------------------- | ----------------------------- | ------------- |
| 1985      | ф  | Американские молнии             | American Flyers               | велосипедист  |
| 1999—2007 | с  | Клан Сопрано                    | The Sopranos                  | Сильвио Данте |
| 2006      | ки | Клан Сопрано: Дорога к уважению | The Sopranos: Road to Respect | Сильвио Данте |
| 2009      | в  | Будет так                       | His Will Be Done              | мужчина       |
| 2012—2014 | с  | Лиллехаммер                     | Lilyhammer                    | Фрэнк Тальяно |
| 2018      | ф  | Рождественские хроники          | The Christmas Chronicles      | Вулфи         |
| 2019      | ф  | Ирландец                        | The Irishman                  | Джерри Вейл   |